# Vicenç Mateu Zamora
Vicenç Mateu Zamora (Escaldes-Engordany, 3 de desembre de 1961) és un polític i diplomàtic andorrà. Ocupà el càrrec de síndic general de les Valls d'Andorra entre els anys 2011 i 2019.

## Biografia
Nascut a Escaldes-Engordany, en aquell moment dins de la Parròquia d'Andorra la Vella, Vicenç Mateu Zamora estudià al Col·legi Sant Ermengol. Posteriorment, es doctorà en Filosofia per la Universitat de Barcelona i cursà un Màster en Administració i Direcció d'Empreses.
Inicià la seva trajectòria professional treballant com a professor de filosofia al Col·legi Sant Ermengol i per la UNED. La seva trajectòria al sector públic s'inicià als anys 90, on ocupà el càrrec de Secretari general tècnic del Ministeri d'Educació, Cultura i Joventut.
Inicià el seu recorregut polític en esdevenir Membre fundador d'Iniciativa Democràtica Nacional (IDN), partit del qual fou cap de llista del 1993 al 1996, esdevenint conseller general d'Andorra durant dues legislatures (1994-1997 i 1997-2001).
Als anys 2000, Vicenç Mateu fou nomenat ambaixador d'Andorra a la República Francesa i al Regne d'Espanya, ocupant també el càrrec de Delegat d'Andorra a la UNESCO.
L'any 2011 concorregué a les eleccions al Consell General i fou escollit síndic general de les Valls d'Andorra, càrrec renovat el 23 de març del 2015.
El 2019, Vicenç Mateu fou designat ambaixador d'Andorra a l'Estat espanyol.

## Distincions honorífiques
- Cavaller de la Creu dels Set Braços, Principat d'Andorra (2024)[4]